# Aglais implumis
Aglais implumis är en fjärilsart som beskrevs av Charles James Watkins 1942. Aglais implumis ingår i släktet Aglais och familjen praktfjärilar. Inga underarter finns listade i Catalogue of Life.